# イ・ビョンフン
イ・ビョンフン（ハングル：이병훈、李丙勳 1944年10月14日 - ）は、韓国のドラマ演出家。
忠清南道燕岐郡（世宗特別自治市）出身。ソウル大学農学部林学科、漢陽大学院マスコミ情報学部卒。1970年、MBC入社。ドラマ監督として活躍し、1999年、『ホジュン 宮廷医官への道』で時代劇史上最高の視聴率を記録。時代劇の巨匠と呼ばれる。その後、『宮廷女官チャングムの誓い』、『イ・サン』、『トンイ』などの演出を手がけ、アジア全土に韓国時代劇ブームを巻き起こした。

## 主な演出作品
- 『朝鮮王朝五百年』（『暴君 光海君』『南漢山城』以外の全作品、一部共同監督）（1983年-1990年・MBC）
- 『ホジュン 宮廷医官への道』（1999年・MBC）
- 『商道』（2001年・MBC）
- 『宮廷女官チャングムの誓い』（2003年・MBC）
- 『薯童謠』（2005年・SBS）
- 『イ・サン』（2007年・MBC）
- 『トンイ』（2010年・MBC）
- 『馬医』（2012年・MBC）
- 『オクニョ 運命の女』（2016年・MBC）

## 主な監修作品
- 『大王の道』（1998年・MBC）

## 書籍
- イ・ビョンフン監督エッセイ集「夢の王国を築け」（2009年、韓国）
- イ・ビョンフン監督エッセイ集「韓国時代劇のすべて―イ・ビョンフン監督、全自作を語る―」（2010年、日本）
- チャングム、イ・サンの監督が語る 韓流時代劇の魅力（2012年、日本）